# 齊勒塔爾阿爾卑斯山脈
齊勒塔爾阿爾卑斯山脈是歐洲的山脈，是中阿爾卑斯山脈的一部分，橫跨奧地利蒂羅爾州、薩爾斯堡州和意大利波爾扎諾自治省，最高點海拔高度3,510米。

## 外部連結
- Webcams in the Zillertal Alps （页面存档备份，存于）

47°00′N 11°55′E / 47.000°N 11.917°E